# R. Brandon Johnson
R. Brandon Johnson (acreditado a menudo como Brandon Johnson) es un actor y presentador de televisión estadounidense. Es conocido por haber actuado  el anfitrión del programa ficticio de danza Shake It Up, Chicago! Desde 2010 hasta 2013 la serie original de Disney Channel, Shake It Up.

## Carrera
R. Brandon Johnson consiguió su primer gran éxito en la pantalla chica interpretando el personaje recurrente Dr. Michael McBain en la serie de ABC durante el día One Life To Live en 2003, interpretando el personaje hasta el año 2004. Johnson regresó a la serie en 2007 y en 2008 con el personaje recurrente de Chuck Wilson III, más tarde también interpreta al personaje del padre de Chuck Wilson, Jr. en una historia retrospectiva de 1968. Johnson apareció en 3 episodios de la serie original de Disney Channel, Hannah Montana como Brian Winters, el anfitrión peculiar de una serie de ficción llamado Cantando con las estrellas. El personaje era una parodia del anfitrión de American Idol, Ryan Seacrest. Sus créditos cinematográficos incluyen The Notorious Bettie Page, protagonizada por Gretchen Mol, la comedia Rick, protagonizada por Bill Pullman y personajes protagónicos en las películas de terror Malevolence y Little Erin Merryweather, fue una selección oficial del Festival de Cine de Cannes.
Johnson tiene muchos créditos como presentador de televisión. Inició su carrera en la escena como el presentador del programa de entretenimiento Cool in Your Code, que fue filmada en su totalidad en las calles de Nueva York y fue nominado para 18 New York Emmy Awards, y ganó 4. También fue el anfitrión de Get Out, Way Out! de HGTV, Fox Soccer USA de FOX Soccer Channel, Formula D de G4TV y Rally America de Outdoor Life Network. Actualmente, puede ser visto como uno de los anfitriones de la serie de sueño de realización personal de USA Network, Fantasy Character. Johnson también es coestrella de la comedia de Disney Channel, Shake It Up como Gary Wilde, el anfitrión del programa ficticio de danza Shake It Up, Chicago!.

## Vida personal
R. Brandon Johnson nació en Bloomington, Minnesota. Se graduó en la Universidad de Wisconsin-Eau Claire con una Licenciatura en Bellas Artes en teatro. Johnson también es un consumado baterista, es uno de los miembros fundadores de la banda de rock alternativo III Rocket, así como un miembro de The Progress, Pelt, Touch Is Automatic, Yellow No. 5 y The Duncan Bleak Ensemble.

## Créditos
- 1997: Dave's World - Billy
- 2000: 3rd Rock from the Sun - LJ
- 2001: Boston Public - Sam
- 2002: Fabled - James
- 2002: Love Square (corto) - Charlie (como Brandon Johnson)
- 2002: Frasier - Asistente #2
- 2003: CSI: Miami - Trey Hanson (como Brandon Johnson)
- 2003: Little Erin Merryweather - Teddy McGovern (como Brandon Johnson)
- 2003: Evidencia invisible - Marcel (como Brandon Johnson)
- 2003: Rick - Fawning Exec
- 2004: Malevolence - Julian (como Brandon Johnson)
- 2005: Rally America - Presentador
- 2005: FOX Soccer USA - Presentador
- 2005: The Notorious Bettie Page - Billy Page (sin acreditar)
- 2007: Hannah Montana - Brian Winters
- 2003-2008: One Life to Live - Chuck Wilson III / Chuck / Chuck Wilson Jr.
- 2009: The Mondavi Gang (corto) - Greg
- 2009: Character Fantasy - Presentador
- 2010: The O.D. (corto) - Jefferson (como Brandon Johnson)
- 2010-2013: Shake It Up - Gary Wilde
- 2011: Good Luck Charlie - Gary Wilde
- 2011: Star Wars: The Old Republic (Videojuego) - Voces adicionales
- 2012: Where Are They Now (corto) - Dick Fox
- 2012: Prototype 2 (Videojuego) (posproducción) - Varios
- 2013: Murder for Dummys (preproducción) - Goose
- 2013: 72 Hours (presentador)